# ستاماتا ريفيثي
ستاماتا ريفيتهي (1866-بعد 1896) هي امرأة يونانية جرت ماراثون بطول 40 كم خلال الألعاب الأولمبية لعام 1896. استثنت الألعاب النساء من المشاركة، لكن ريفيتهي أصرت على السماح لها بالركض. ركضت ريفيتهي بعد يوم من إكمال الرجال السباق الرسمي، ورغم أنها أنهت الماراثون بوقت يقارب 5 ساعات و30 دقيقة وأوجدت شهودا ليوقعوا بأسمائهم ويوثقوا وقت الجري، لم يسمح لها بالدخول إلى ملعب باناثينايكوس في نهاية السباق. أرادت أن تقدم ثبوتياتها إلى اللجنة اليونانية الأولمبية آملة أن يعترفوا بإنجازها، لكن لا يعرف إن قامت بالأمر. ولا يوجد سجل معروف لحياتها بعد السباق.
ووفقا لمصادر معاصرة، جرت امرأة أخرى تدعى ميلبومين ماراثون عام 1896، وهناك جدل بين مؤرخي الألعاب الأولمبية حول ما إذا كانت ريفيتهي وميلبومين ذات الشخص.

## أجزاء من السيرة الذاتية

### قبل الألعاب الأولمبية عام 1896
اعتقد كوبرتين أن «التواصل مع الرياضيات النساء ضار للرياضي الذكر، وأن هؤلاء الرياضيات يجب استثناؤهن من برنامج الألعاب الأولمبية».
ولدت ستاماتا ريفيتهي في سيروس عام 1866. تشير سجلات لحياتها تعود إلى عام 1896 أنها كانت تعيش في فقر في بيرايوس عام 1896؛ وفي ذلك الوقت ولدت طفلين أحدهما ابن توفي عام 1895 بعمر السابعة، وآخر كان بعمر 17 شهرا في وقت الألعاب الأولمبية لعام 1896. وتبعا لمؤرخ الألعاب الأولمبية أنثوناسيوس تاراسولياس، بدت ريفيتهي الشقراء والنحيفة وذات العينين الكبيرتين أكبر من عمرها الحقيقي.
آمنت ريفيتهي أنها تستطيع الحصول على وظيفة في أثينا لذا مشت إلى هناك من منزلها لمسافة 9 كيلومترات. جرت رحلتها قبل عدة أيام من الماراثون الأولمبي وهو سباق خاص بطول 40 كم ابتكر كجزء من برنامج الرياضات، ويقوم على فكرة ميشيل بريال عن السباق من مدينة ماراثون إلى بنيكس. استلهم بريال الفكرة من فيديبيديس الذي ركض وفقا للأسطورة المسافة من الماراثون إلى أثينا ليعلن فوز الإغريق على فارس في معركة الماراثون وتوفي مباشرة بعد إيصال رسالته.
واجهت ريفيتهي في طريقها إلى أثينا راكضا شابا على الطريق، أعطاها المال ونصحها أن تركض الماراثون لتصبح مشهورة وتكسب بالتالي المال أو تجد وظيفة بشكل أسهل. وبعد هذا النقاش قررت ركض السباق فهي كانت تستمتع بالركض لمسافات طويلة وهي طفلة وآمنت أن باستطاعتها هزيمة المتسابقين الذكور.
كانت الألعاب الأولمبية عام 1896 الألعاب الأولى التي تعقد في العصر الحديث وأهم حدث دولي متعدد الرياضات تستضيفه اليونان؛ وقد استثنت قواعد الألعاب بشكل عام النساء من المنافسة. ولتأثره بعصره -حيث كانت النساء تعتبر في العصر الفكتوري أقل شأنا من الرجال- وبإعجابه بالألعاب الأولمبية القديمة عندما كان يسمح للرجال فقط بالمشاركة في الأحداث، لم يكن البارون بيير دي كوبرتن -صاحب الرؤية بالألعاب الأولمبية الحديثة- مؤيدا لمشاركة النساء في الألعاب الأولمبية أو في الرياضة عموما؛ كان يؤمن أن أهم إنجاز تحققه المرأة هو تشجيع أبنائها ليكونوا متميزين في الرياضة وأن تحتفي بجهود الرجل.

### ماراثون عام 1896
وصلت ريفيتهي إلى مكان السباق قرية ماراثون الصغيرة يوم الخميس 9 نيسان (28 آذار وفقا للتقويم الغريغوري) حيث تجمع الرياضيون مسبقا من أجل سباق اليوم التالي. جذبت اهتمام الصحفيين ورحب بها عمدة مارثون بحفاوة، وهو من استضافها في منزله. أجابت على أسئلة الصحفيين وكانت سريعة البديهة عندما ضايقها متسابق شاب من تشالاندري حيث توقع أنها عندما تدخل الملعب لن يكون هناك جماهير باقية؛ ردت عليه ريفيتهي بأن عليه ألا يهين المرأة لأن الرياضيين اليونانيين الذكور قد أهانهم الأمريكيون من قبل.
سبيريدون لويس يدخل ملعب باناثينايكو في نهاية الماراثون؛ حيث أتم 9 فقط من أصل 17 متسابقا ذكرا الماراثون، قبل يوم من سباق ريفيتهي.
قبل بداية السباق صباح الجمعة 10 نيسان (29 آذار في التقويم الغريغوري) كان مخططا لقس مارثون العجوز لوانيس فيليوتيس أن يصلي للرياضيين في كنيسة سانت جون. رفض لوانيس أن يبارك ريفيتهي لأنها لم تكن رياضية معترف بها رسميا، ورفضت اللجنة المنظمة في النهاية دخولها في السباق. أما رسميا فقد رفضت لأن الموعد النهائي للاشتراك قد انتهى؛ وقد أشار مؤرخا الألعاب الأولمبية دايفد مارتن وروجر جين أن المشكلة الحقيقية كان جنسها. ووفقا لتاراسوليس فقد وعدها المنظمون أنها ستنافس مع فريق من السيدات الأمريكيات في سباق آخر في أثينا وهو أمر لم يحدث.
وبدءا من الساعة 8 في اليوم التالي ركضت ريفيتهي على مسار الماراثون لوحدها، وقبل أن تبدأ وقع لها معلم البلدة الوحيد والعمدة وقاضي المدينة على بيان يشهدون فيه على الوقت الذي غادرت فيه القرية. ركضت السباق بخطى ثابتة ووصلت ألى بارابيغماتا (المكان الذي توجد فيه مشفى إيفانجيليسموس اليوم قرب هيلتون أثينا) في الساعة 13:30 (5 ساعات ونصف). لم يسمح لها بدخول ملعب باناثينايكوس، حيث أوقف سباقها في بارابيغماتا عدة ضباط عسكريين وطلبت منهم التوقيع على تقريرها الذي كتبته بخط اليد ليشهدو على وقت وصولها إلى أثينا. صرحت للصحفيين أنها أرادت لقاء تيموليون فيليمون (الأمين العام للجنة اليونانية الأولمبية) لعرض قضيتها. ويعتقد المؤرخون أنها أرادت أن تقدم وثائقها إلى اللجنة آملة أن يعترفوا بإنجازها؛ ولم يتم اكتشاف أية تقارير أو وثائق من اللجنة لإثبات ذلك.

### بعد الماراثون
لا يوجد أي وصف لحياة ريفيتهي بعد الماراثون؛ رغم أن بعض الصحف نشرت مقالات عن قصتها في فترة التحضير للماراثون، لكنها لم تتعقبها في تقاريرها بعد الماراثون؛ ولا يعرف إن التقت فيليمون أو إن حصلت على وظيفة. وكما صرح تاراسولياس: «ضاعت ستاماتا ريفيتهي في غبار التاريخ». كانت فيوليت بيرسي من المملكة المتحدة المرأة الأولى التي تكمل سباق الماراثون بتوقيت موثق رسميا، حيث حققت 3 ساعات و40دقيقة في سباق بريطاني في 3 تشرين الأول 1926. سمح للنساء أخيرا الجري بالماراثون الأولمبي في الألعاب الأولمبية لصيف 1984 عندما ربحت الأمريكية جوان بينويت السباق الافتتاحي بزمن ساعتين و24 دقيقة.

## روابط خارجية
- ستاماتا ريفيثي على موقع أوليمبيديا (الإنجليزية)